# عائلة شريفة جدا (مسلسل)
عائلة شريفة جداً ، (بالإنجليزية: Family Business)‏  ، مسلسل فرنسي كوميدي من من ثلاثة مواسم ، من إخراج إيغور جوتسمان ، وبطولة جوناثان كوهين ، وجيرارد دارمون ، وجوليا بياتون . أنتج عام 2019 ، وعرض على منصة نيتفليكس . وحاز على تقييم 7.4 من عشرة في قاعدة بيانات الأفلام على الانترنت ( آي ام دي بي ) .

## القصة
بينما ينمو إلى علم جوزيف ، رجل أعمال بائس وفاشل ، شائعة من صديقته ، ابنة وزير الداخلية الفرنسي ، مفادها أن فرنسا ستقنن الحشيش بعد عقود طويلة من مكافحته ، يبدأ جوزيف ، وهو ابن عائلة يهودية ترتبط بصداقة وثيقة مع أسرة مسلمة ، في إقناع عائلته وأصدقائه بخطوة استباقية لفتح أول مقهى للماريجوانا في البلاد في محل للبيع اللحوم يمتلكه والده .
عرض المسلسل لأول مرة في منتصف عام 2019 على منصة نتفليكس ، وسرعان ما أنتجت المنصة موسماً ثانياً للمسلسل بعد نجاح الأول في سبتمبر 2020  ، وعرضت "نيتفليكس" موسمه الثالث في 8 أكتوبر 2021 .

## الممثلين والشخصيات
- جوناثان كوهين: لعب دور جوزيف، الشاب الذي يريد بشدة الهروب من العمل في محل جزارة والده.
- جيرار دارمون: لعب دور جيرار حزان ، والد جوزيف الجزار
- جوليا بياتون: لعبت دور أورا، أخت جوزيف
- علي مرهيار: لعب دور علي بنكير، صديق جوزيف المقرب
- أوليفييه روزمبرغ: لعب دور أوليفييه بارينتي، وهو يتيم نشأ على كنف أسرة آل حزان.
- ليليان روفير: لعبت دور لودميلا روزنبرغ ، والدة زوجة جيرارد ، وجدة جوزيف وأوري
- لويز كولدفي: لعب دور كليمنتين سيندرون ، أحد معارف جوزيف وأوليفييه
- لينا العربي: لعبت دور عايدة بنكير ، أخت علي وصديقة جوزيف.
- تمار باروخ: لعب دور جوريس ، رئيس عصابة مخدرات

## وصلات خارجية
- مسلسل عائلة شريفة جداً (نيتفليكس)